# Margaret Mazzantini
Margaret Mazzantini född 27 oktober 1961 i Dublin, är en italiensk författare och skådespelare.
Hennes litterära debut kom 1994 med Il catino di zinco. Hennes prisbelönta roman Non ti muovere från 2002 filmatiserades 2004 med hennes man Sergio Castellitto som regissör.
Hon gifte sig med Castellitto 1987. De har fyra barn och bor i Rom.